# Best (Kenny G)
Best – nagrany na żywo album klarnecisty Kenny’ego G, wydany w 2006 roku. Większość piosenek, które się na nim znalazły pochodzi z płyty The Essential Kenny G.

## Lista utworów

### CD 1
1. "Songbird"
2. "Sade"
3. "Slip of the Tongue"
4. "Don’t Make Me Wait For Love"
5. "Silhouette"
6. "Against Doctor's Orders"
7. "What Does It Take (To Win Your Love)"
8. "Brazil"
9. "Theme from Dying Young"
10. "We've Saved the Best for Last"
11. "Forever in Love"
12. "Midnight Motion (Live)"
13. "By the Time This Night Is Over"
14. "Loving You"
15. "Be My Lady (Mandarin Version)"
16. "Sentimental"

### CD 2
1. "What a Wonderful World" feat. Louis Armstrong
2. "Morning"
3. "Sister Rose"
4. "Even if My Heart Would Break"
5. "The Moment"
6. "Summertime"
7. "Missing You Now"
8. "G-Bop"
9. "My Heart Will Go On"
10. "Beautiful"
11. "Havana"
12. "Going Home"
13. "One and Only"
14. "Way You Move"
15. "Jasmine Flower"